# ФК Железничар Лајковац
ФК Железничар је фудбалски клуб из Лајковца, и тренутно се такмичи у Колубарско-мачванској зони, четвртом рангу фудбалских такмичења у Србији. Клуб је основан 1927. године.

## Историјат

### Оснивање клуба
У децембру 1927. године, на иницијативу грађана варошице Лајковца, донета је одлука да се оснује фудбалски клуб који је назван Железничар. За првог председника клуба изабран је Никола Илић који је по занимању био пекар. У периоду од 1927 до 1929. године нису се одржавале утакмице јер клуб није имао игралиште. Прво игралиште направљено је 1929. године на ливади Лике Лучића. 
Ипак, терен  није био регистрован као фудбалско игралиште, јер је скоро на самој средини игралишта било стабло јасена које домаћин није дозволио да се одсече. Године 1930. године гради се ново игралиште на њиви Негована Ивановића. Долазак инжењера Мирослава Марковића 1933. године за шефа Ложионице Лајковац значио је преокрет у раду клуба. Железничар је регистрован у фудбалски подсавез Београда, а 16. јула 1933. године клуб се квалификовао у ранг Колубарске Жупе.
Од 1934. до 1937. године није могао да се састави прави тим због честих одлазака фудбалера у војску. То се променило 1938. године, када је клуб почео да се ослања на снаге из подмлатка. На све утакмице ишли су возом, осим када су играли са Јединством на Убу, тада се ишло фијакером.

### Након Другог светског рата
Током Другог светског рата клуб је расформиран, али је након ослобођења 1947. године обновио рад. Oд општине добија парцелу на којој је изграђено игралиште. У сезони 1948/49 године, Железничар је освојио прво место у Ваљевском подсавезу. У квалификацијама за лигу Београдског фудбалског подсавеза изгубили су од шабачког Радничког. У следећој полусезони остали су без шест стандардних првотимаца па је број попуњен војницима и официрима гарнизона у Лајковцу. Железничар је 1952. године успео да се пласира у виши ранг такмичења - Београдску лигу. Од сезоне 1955/56 такмичи се у Колубарској зони

### Новија историја
Железничар је почетком XXI века играо у Другој лиги Запад, одакле је испао у сезони 2001/02. Једанаест сезона био је стандардни српсколигаш, до сезоне 2017/18, када је заузео 15. место и испао у Колубарско-мачванску зону. После две године, поново се вратио у Српску лигу.

## Новији резултати
| Сезона   | Ранг | Лига                      | Позиција | ИГ  | Д  | Н  | П  | ГД | ГП | ГР  | Бод | Куп                  |
| -------- | ---- | ------------------------- | -------- | --- | -- | -- | -- | -- | -- | --- | --- | -------------------- |
| 2014/15. | 3    | Српска лига Запад         | 2.       | 30  | 19 | 5  | 6  | 47 | 21 | +26 | 62  | Није се квалификовао |
| 2015/16. | 3    | Српска лига Запад         | 9.       | 30  | 10 | 10 | 10 | 29 | 27 | +2  | 40  | Није се квалификовао |
| 2016/17. | 3    | Српска лига Запад         | 15.      | 30  | 8  | 7  | 15 | 33 | 52 | -19 | 31  | Није се квалификовао |
| 2017/18. | 3    | Српска лига Запад         | 15.      | 34  | 9  | 9  | 16 | 30 | 44 | -14 | 36  | Није се квалификовао |
| 2018/19. | 4    | Колубарско-мачванска зона | 2        | 28  | 18 | 5  | 3  | 46 | 16 | +30 | 59  | Није се квалификовао |
| 2019/20. | 4    | Колубарско-мачванска зона | 1.       | 151 | 9  | 3  | 3  | 27 | 13 | +14 | 30  | Није се квалификовао |
| 2020/21. | 3    | Српска лига Запад         | 15.      | 34  | 9  | 9  | 16 | 37 | 64 | -27 | 36  | Није се квалификовао |
| 2021/22. | 4    | Колубарско-мачванска зона | -        | -   | -  | -  | -  | -  | -  | -   | -   | -                    |

- 1  Сезона прекинута након 15 кола због пандемије Корона вируса